# 1969 w Wojsku Polskim
Kalendarium Wojska Polskiego 1969 – strona przedstawia wydarzenia w Wojsku Polskim w roku 1969.

## 1969
- doskonalenie wojennego systemu dowodzenia wojskami[1]
- doskonalenie organizacji i zasad wykorzystania sił i środków OT[1]
- Dowództwo Wojsk Lotniczych ustanowiło medal i odznakę „Zasłużonemu dla Lotnictwa”[2]

## Styczeń
21 stycznia
- w Koszalinie odbyła się narada podsumowująca osiągnięcia współpracy Wojska Polskiego z Północną Grupą Wojsk Armii Radzieckiej[3]

22 stycznia
- kierownictwo MON spotkało się z kierowniczą kadrą Wyższych Szkół Oficerskich i szkół chorążych[1]

## Luty
13 lutego
- na terenie NRD odbyło się spotkanie przedstawicieli sił zbrojnych państw-sygnatariuszy Układu Warszawskiego, w którym z ramienia Wojska Polskiego uczestniczył wiceminister obrony narodowej gen. dyw. Tadeusz Tuczapski[3]

18 lutego
- na terenie Trójmiasta odbyło się szkolenie kadry kierowniczej SZ[1]

20 lutego
- w Stoczni Północnej położono stępkę pod kuter torpedowy KTD-453 ORP „Bystry” projektu 664

25 lutego
- odbyła się doroczna narada poświęcona sprawom szkolenia i działalności wojsk obrony terytorialnej[3]

## Marzec
17 marca
- w Budapeszcie odbyło się posiedzenie Doradczego Komitetu Politycznego Układu Warszawskiego[1][4]

30 marca
- rozpoczęły się ćwiczenia „Wiosna 69”[1]

## Kwiecień
1 kwietnia
- w Warszawie odbyła się narada przodujących dowódców i ich zastępców ds. politycznych[3]

10–16 kwietnia
- na terytorium Polski, Czechosłowacji, Węgier i zachodnich obszarach Związku Radzieckiego odbyły się manewry wojsk obrony przeciwlotniczej z udziałem lotnictwa, jednostek radiotechnicznych i łączności[3]

15–24 kwietnia
- delegacja Wojska Polskiego z ministrem obrony narodowej gen. broni Wojciechem Jaruzelskim na czele przebywała z oficjalną wizytą w Związku Radzieckim[3]. W skład delegacji weszli również wiceminister obrony narodowej, Główny Inspektor Obrony Terytorialnej gen. broni Grzegorz Korczyński, wiceminister obrony narodowej, szef Głównego Zarządu Politycznego WP gen. dyw. Józef Urbanowicz, dowódca Śląskiego Okręgu Wojskowego gen. dyw. Florian Siwicki, dowódca Wojsk Obrony Powietrznej Kraju gen. dyw. pil. Roman Paszkowski, Główny Inspektor Planowania i Techniki gen. bryg. Zbigniew Nowak, szef sztabu Marynarki Wojennej kontradmirał Henryk Pietraszkiewicz, z-ca dowódcy Wojsk Lotniczych gen. bryg. pil. Jerzy Łagoda, szef Gabinetu MON płk Zbigniew Czerwiński, attaché wojskowy Ambasady PRL w Moskwie gen. bryg. Wacław Jagas oraz stały przedstawiciel Sztabu Generalnego WP przy Zjednoczonym Sztabie Sił Zbrojnych Państw-Stron Układu Warszawskiego w Moskwie gen. dyw. dr Jan Śliwiński. Delegacja została przyjęta m.in. przez ministra obrony ZSRR Marszałka Andrieja Greczko[5]

## Maj
6 maja
- rozpoczął się kurs kierowniczej kadry Sił Zbrojnych[1]

13 maja
- rozpoczęło się posiedzenie szefów SG armii UW w sprawie gotowości bojowej i mobilizacyjnej wojsk[1]

18 maja
- delegacja polska brała udział w centralnych uroczystościach związanych z 25-rocznicą bitwy o Monte Cassino[3]

20 maja
- minister obrony narodowej wprowadził Wojskową Odznakę Sprawności Fizycznej

21 maja
- odbyło się spotkanie kierownictwa MON z przedstawicielami resortów i organów administracji państwowej zajmujących się sprawami obronności[1]

## Czerwiec
1 czerwca
- posłami na Sejm z ramienia wojska zostali wybrani: gen. broni Wojciech Jaruzelski, gen. broni Grzegorz Korczyński, gen. dyw. Józef Urbanowicz, gen. dyw. pil. Jan Raczkowski, wiceadmirał Zdzisław Studziński, gen. dyw. Zygmunt Huszcza, płk Zbigniew Załuski[3]

4 czerwca
- odbyło się inauguracyjne posiedzenie nowo powołanej przez ministra obrony narodowej Rady Nauk Społecznych MON[3]

6–9 czerwca
- w Gdyni przebywały z wizytą dwa szwedzkie żaglowce „Falken” i „Gladen”[a][3]

10–13 czerwca
- w Warszawie obradowała międzynarodowa konferencja przedstawicieli prasy armii państw-sygnatariuszy Układu Warszawskiego[3]

## Lipiec
3 lipca
- rozpoczął się dwudziesty ósmy rejs szkolny ORP „Iskra”

4 lipca
- na terenie Polski rozpoczęły się ćwiczenia organów tyłowych armii UW z udziałem WP, AR i NAL NRD[1]

5 lipca
- rozpoczęła się centralna narada poświęcona aktualnym problemom gospodarczo-technicznym i planom rozwoju SZ w latach 1971–1975[3]

22 lipca
- w Klitten (NRD) odsłonięto pomnik ku czci 2 tys. żołnierzy polskich poległych w operacji łużyckiej w 1945[3]
- na placu Defilad w Warszawie odbyła się parada wojskowa z okazji 25 rocznicy Odrodzenia Polski[3]

23 lipca
- rozpoczęły się ćwiczenia lotnictwa na terenie NRD, Polski, ZSRR i CSRS[1]

24–28 lipca
- żołnierze katowickiej jednostki Obrony Terytorialnej nieśli pomoc 118 górnikom kopalni „Generał Zawadzki”, którzy byli odcięci przez wodę i muł[3]

## Sierpień
2 sierpnia

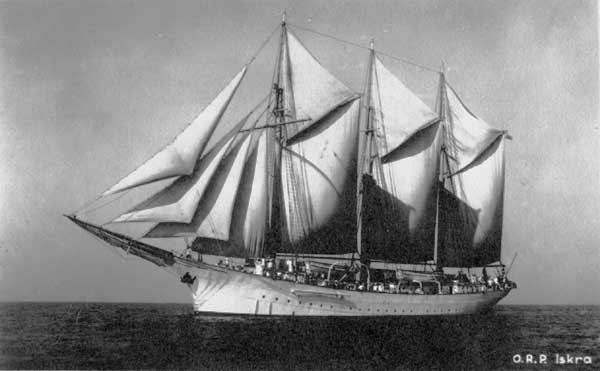
ORP Iskra

- zakończył się dwudziesty ósmy rejs szkolny ORP „Iskra”; okręt zawinął do portów: Göteborg, Kotka

6 sierpnia
- rozpoczął się dwudziesty dziewiąty rejs szkolny ORP „Iskra”

22 sierpnia
- zakończył się dwudziesty dziewiąty rejs szkolny ORP „Iskra”; okręt zawinął do portu Leningrad

## Wrzesień
8–13 września
- pod przewodnictwem dowódcy WOP ZSRR gen. płk. Zyrianowa z wizytą w Polsce przebywała delegacja radzieckich wojsk ochrony pogranicza[6]

13 września
- w lasach pod Strzegomiem saperzy SOW zakończyli trwającą 4 tygodnie akcję likwidacyjną b. niemieckiej składnicy amunicji[6]

15 września
- w Stoczni Północnej zwodowano kuter torpedowy KTD-452 ORP „Bitny” projektu 664

19–20 września
- odbył się IV Krajowy Kongres ZBoWiD[6]

21–28 września
- wydzielone wojska Zjednoczonych Sił Zbrojnych państw-sygnatariuszy Układu Warszawskiego: PRL, ZSRR, CSRS i NRD na terytorium Polski odbyły wspólne manewry, które nosiły nazwę „Odra–Nysa-69”[6]

23–24 września
- odbyło się sympozjum naukowe poświęcone wojnie obronnej Polski w 1939 oraz podróż wojskowo-historyczna szlakiem walk wrześniowych[6]

## Październik
- odbyło się ćwiczenie sztabów operacyjnych Armii Radzieckiej, Narodowej Armii Ludowej NRD, Wojska Polskiego i Czechosłowackiej Armii Ludowej[1]

1 października
- rozpoczęły się ćwiczenia jednostek WOWew[1]

2 października
- Rada Państwa w 30 rocznicę walk z hitlerowskim najeźdźcą przyznała garnizonowi marynarki wojennej na Helu Srebrny Krzyż Orderu „Virtuti Militari”[6]

9 października
- Oficerskiej Szkole Radiotechnicznej nadano status wyższej uczelni[6][2]

11 października
- w Kanadzie zmarł gen. broni. Kazimierz Sosnkowski[7]

## Listopad
2 listopada
- na cmentarzu w Winterthur koło Zurychu odsłonięty został pomnik na grobie żołnierzy 2 Dywizji Strzelców Pieszych, internowanych i zmarłych w Szwajcarii w latach 1940–1945[7]

3 listopada
- w Pradze odbyła się narada przedstawicieli Zjednoczonych Sił Zbrojnych państw-Sygnatariuszy Układu Warszawskiego[6]

9–13 listopada
- delegacja Wojska Polskiego z ministrem obrony narodowej gen. broni Wojciechem Jaruzelskim na czele odwiedziła Bułgarię[6]

19 listopada
- stanowisko dowódcy Marynarki Wojennej objął kontradmirał Ludwik Janczyszyn[6]

25–26 listopada
- w Warszawie odbyła się doroczna odprawa szkoleniowa kierowniczego aparatu dowódczo-sztabowego, politycznego, technicznego i gospodarczego instytucji centralnych MON, wojsk lądowych, wojsk lotniczych, wojsk obrony powietrznej kraju, marynarki wojennej i wojsk wewnętrznych[6]

29 listopada
- na terenie Wyższej Oficerskiej Szkoły Lotniczej w Dęblinie odsłonięto pomnik poświęcony pamięci bohaterskich wychowanków „Szkoły Orląt”[2][8]

## Grudzień
5 grudnia
- utworzono Centralny Ośrodek Naukowej Informacji Wojskowej

8–12 grudnia
- w Moskwie toczyły się obrady Rady Wojskowej Zjednoczonych Sił Zbrojnych państw-sygnatariuszy Układu Warszawskiego[6]

15 grudnia
- w Stoczni Północnej położono stępkę pod kuter torpedowy KTD-454 ORP „Dzielny” projektu 664

20 grudnia
- zarządzeniem nr 69 minister obrony narodowej uregulował sprawy mianowania na wyższe stopnie wojskowe żołnierzy niebędących w czynnej służbie wojskowej oraz trybu postępowania związanego z utratą i przywróceniem tych stopni[6]

22–23 grudnia
- w Moskwie odbyło się posiedzenie Komitetu Ministrów Obrony Układu Warszawskiego[1]